# Седлашек
Седлашек (словен. Sedlašek) — поселення в общині Подлехник, Подравський регіон‎, Словенія.